# Olivier Sarraméa
Olivier Sarraméa (Tarbes, 20 ottobre 1975) è un ex rugbista a 15 e allenatore di rugby a 15 francese, tecnico della squadra cadetta del Montpellier.

## Biografia
Affacciatosi al rugby di alto livello nelle file del Castres, con tale club si mise in luce anche a livello internazionale, dapprima con la partecipazione alle competizioni europee, poi in Nazionale francese, nella quale esordì nel giugno 1999 in occasione di un test match contro la Romania.
Partecipò ai test estivi contro la Nuova Zelanda e fu incluso nella rosa alla Coppa del Mondo di rugby 1999 in Galles, sebbene, a causa di una frattura, non scese mai in campo durante la manifestazione, e non ebbe più occasione di riproporsi a livello internazionale.
Rimasero quindi 4 gli incontri disputati da Sarraméa con la Francia.
Nel 2000 giunse alla finale di European Challenge Cup con il Castres; nel 2002 si trasferì all'Agen e, due anni dopo, ai parigini dello Stade français con cui nel 2005 giunse alla finale del campionato francese e della Heineken Cup.
Dal 2006 al 2010 ha milita, sempre in Top 14, nel Montpellier, di cui, dopo il ritiro, è divenuto tecnico della squadra cadetta.